# ホラー漫画

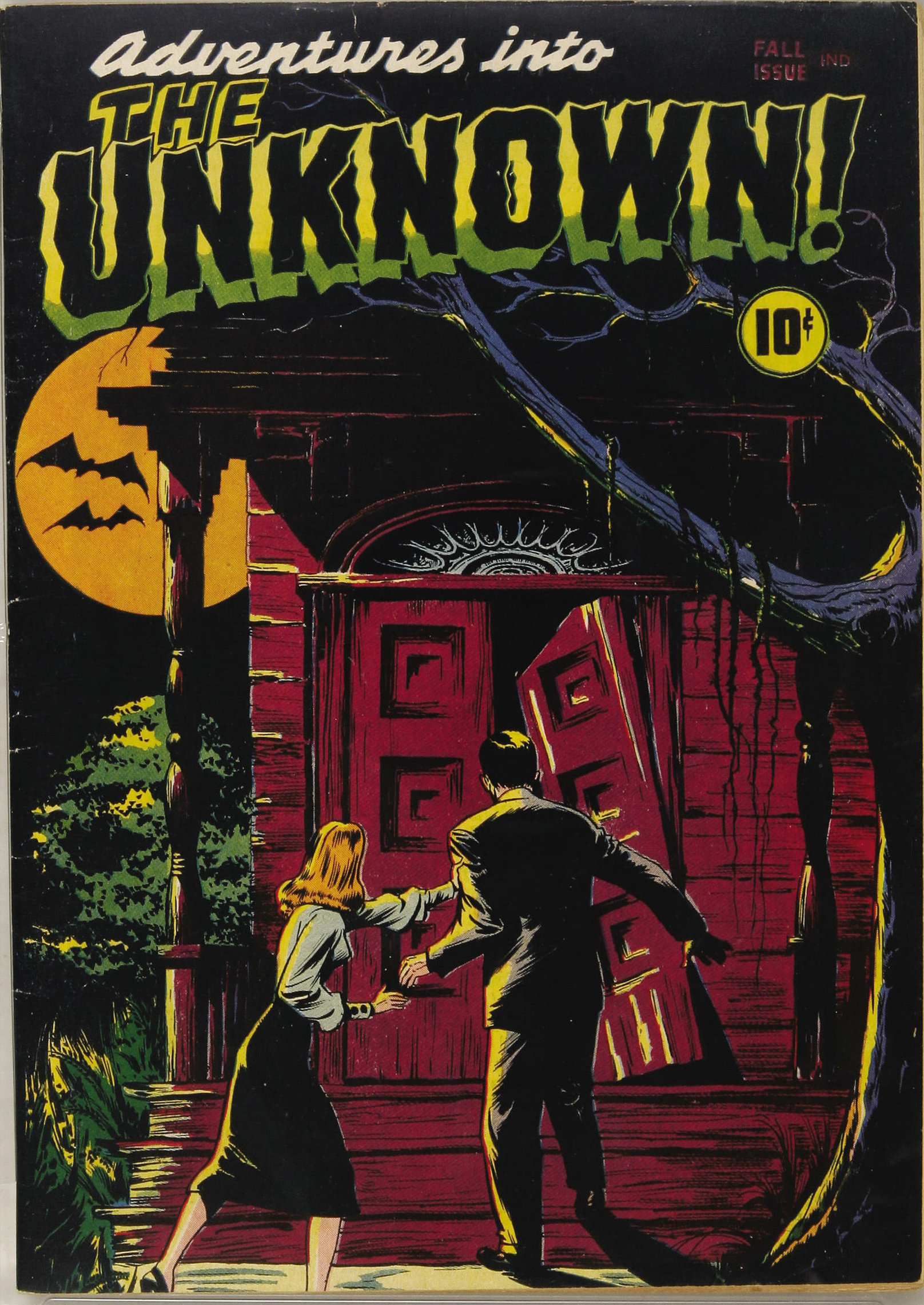
1950年代のアメリカ系ホラー漫画の表紙。

ホラー漫画（ホラーまんが）は、漫画のジャンルのひとつ。怪奇漫画・恐怖漫画とも言う。

## 概要

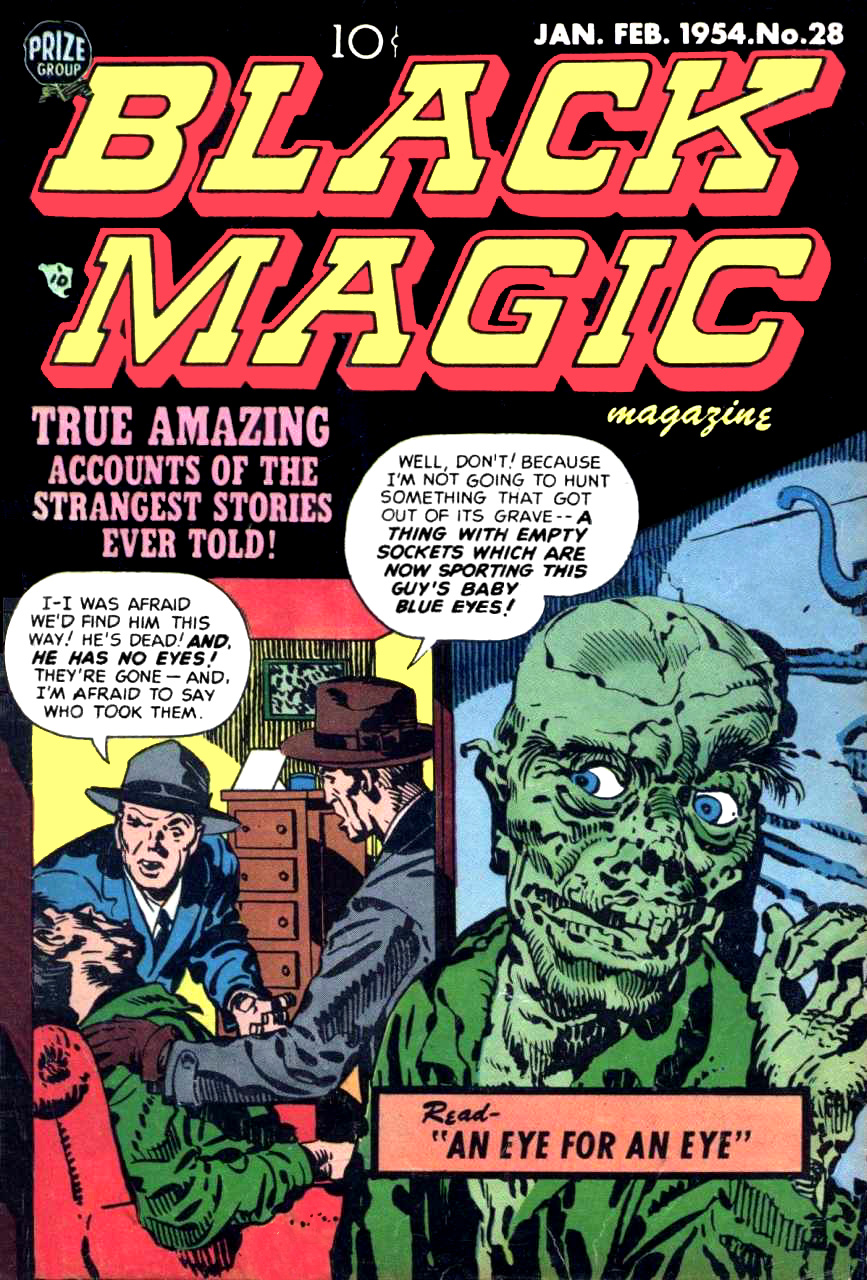

主に恐怖感を煽ることを目的として構成された作品を指す。精神的・生理的恐怖に訴えるもの、目に見えない存在・理解できない存在（主に幽霊を題材とする）による超常現象等をテーマにしたものや、死や痛みを直接的にテーマにしたブルータルなもの（残酷描写を主眼に置いた作品）等もあり、これらの作品においては「被害者の視点」を重視したものが多い。楳図かずお、日野日出志、伊藤潤二、古賀新一などが、このジャンルを中心として数多くの作品を発表している代表的な作家である。
広義には、シュールなユーモアやナンセンスなギャグ表現を盛り込んでコメディを目指したもの、妖怪や異世界を描くことを中心としたもの（「妖怪漫画」など）、非日常的な存在と対決するいわゆる「退魔もの」（オカルト的な要素を持ち、「バトルもの」の性質も含む）、等も含まれることがある。ただしこれらの作品は、本来の主題である「恐怖感」の要素とは不可分ではあるものの、直接それを目的としたものではない。
1960年代の貸本劇画、1960年代から1980年代にかけて、ひばり書房・立風書房・曙出版などから出版された描き下ろし単行本、1980年代から1990年代にかけて朝日ソノラマの『ハロウィン』・ぶんか社の『ホラーM』などのレディース・少女向けの専門漫画雑誌などに発表されたホラー漫画作品は、アングラ的サブカルチャーとしての性質が強く、その方面での愛好者も存在する。

### 欧米におけるホラー漫画

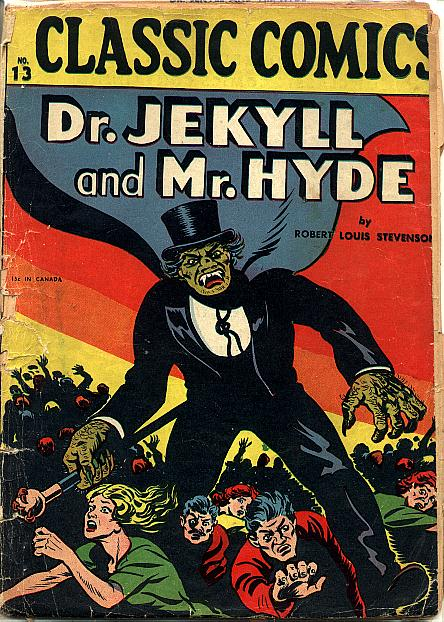
ホラー漫画史初の長編作品とみなされている、ギルバートン・パブリケーションズ の"Dr. Jekyll and Mr.Hyde"(1943年8月発刊)

アメリカ合衆国では、1930年代ごろからホラー漫画が登場し始め、この当時はユニバーサル・ホラーに影響を受けたものが多かった。
1940年代にはホラー要素のある推理物や犯罪ものが増えた。
1960年代半ばに行われた表現規制の緩和に伴う 殺人鬼映画やスプラッター映画の大ブームが来るまで、映画では成しえなかったおぞましい描写はテイルズ・フロム・ザ・クリプト等で知られるECコミックをはじめとする漫画雑誌が担っていた。
この当時のホラー漫画の描写はあまりにも過激であるため、賛否両論が巻き起こり、しばしば検閲にかけられた。
20世紀末期から21世紀にかけてはDCコミックスの『ヘルブレイザー』や、ダークホースコミックの『ヘルボーイ』などが登場し、映画化を果たした作品も出てきている。

## ホラー漫画家
主にホラー漫画を多く執筆している漫画家を記述。

### 日本
- 相川有『DARK EDGE』『バタフライ』
- 赤人義一『屍姫』
- 阿部ゆたか『卒業の日 止まらない殺意』
- 有田景『有田景商店街』
- 伊藤潤二『富江』『うずまき』『ギョ!!蠢く恐怖』
- 稲垣みさお『リング』『猟奇伝説アルカード』『死体処理請負人アマネ』
- 犬木加奈子『不気田くんシリーズ』、『不思議のたたりちゃん』
- 上野すばる『学校怪談』『赤のカイン』
- 楳図かずお『へび女（英語版）』『洗礼』『漂流教室』『神の左手悪魔の右手』
- 大橋薫『くるぐる使い』『口裂け少女さっちゃん』『レミングの行方』『セルロイド カーニバル』
- 奥瀬早紀『コックリさんが通る』『火閻魔人』『支配者の黄昏』『低俗霊狩り』
- 尾崎みつお『女吸血鬼マリーネ』
- 中里宣『涅槃姫みどろ』（原作：大西祥平）
- 押切蓮介『でろでろ』『ゆうやみ特攻隊』『ミスミソウ』『サユリ』
- 御茶漬海苔『惨劇館』『恐怖テレビ（旧名:TVO）』
- 蕪木彩子『お骨を拾う少女』『虫に願いを』
- 川口まどか『死と彼女とぼく』
- 神田森莉『37564学園』『怪奇カエル姫』
- 木々津克久『おどろ 〜陽子と田ノ中の百鬼行事件簿〜』『フランケン・ふらん』
- 菊川近子『赤い爪あと』『百の眼が見ていた』
- 楠桂『鬼切丸』『鬼魔』『恐ろし語り』『古祭』
- 古賀新一『エコエコアザラク』
- 児嶋都『おとめ地獄〜ヴァージニア・インフェルノ』『怪奇大盛!!肉子ちゃん』
- 五島慎太郎『少女が殺される』『吸血ドラキュラ』
- さがみゆき『墓を掘る少女』『怪談雨月物語』『人喰い屋敷』『美少女とカラス』
- 志水アキ『夜刀の神つかい』（原作：奥瀬サキ）
- しのらさとし『ごきげん!ミコちゃん』『夜の波紋』『恐怖の方程式』『死骸妄想』
- 関よしみ『血を吸う教室』『ウイルスの牙』『マッドハウス』『魔少女のおもちゃ箱』
- 千之ナイフ『少女パンドラ』『死太郎くん』『カマキリ女』『死の女神』『迷宮サーカス』
- 高橋葉介『夢幻紳士』『学校怪談』
- 高港基資『顔をみるな』『女優霊』
- つのだじろう『恐怖新聞』『うしろの百太郎』
- 徳南晴一郎『怪談人間時計』『怪談猫の喪服』
- 中山昌亮『不安の種』『後遺症ラジオ』
- 成毛厚子『闇からの誘い』
- 西義之『ムヒョとロージーの魔法律相談事務所』『ぼっけさん』
- のぞみえるつきよ、たちばな真未『ドール=ガール』
- 呪みちる『青空の悪魔円盤』『スケスケメガネ伝説』
- 花沢健吾『アイアムアヒーロー』
- 花輪和一『朱雀門』『不成仏霊童女』
- 浜慎二『SF恐怖入門』『幽霊が泣く教室』『百年少女』
- 早見純『純のはらわた』
- 日野日出志『地獄の子守唄』『地獄変』『蔵六の奇病』『毒虫小僧』
- 広永マキ『メビウスの館』『怪奇!スター誕生ものがたり』
- ひよどり祥子『闇夜に遊ぶな子供たち』『フロイトシュテインの双子』『死人の声をきくがよい』
- 藤子不二雄Ⓐ『笑ゥせぇるすまん』『魔太郎がくる!!』『ブラック商会変奇郎』『黒ベエ』
- 藤田素子『お江戸残酷物語』『死の迷路』
- まつざきあけみ『華麗なる恐怖シリーズ』『踊る死仮面』『惨劇姫』
- 松本洋子『ばらの葬列』『呪いの黒十字』『魔物語』
- 松本光司『彼岸島』
- 丸尾末広 『少女椿』
- 魔夜峰央『アスタロト』 『妖怪始末人トラウマ!!』
- 美内すずえ『妖鬼妃伝』
- 三家本礼『サタニスター』『ゾンビ屋れい子』
- 水木しげる『ゲゲゲの鬼太郎』『悪魔くん』
- みなぎ得一『足洗邸の住人たち。』
- 諸星大二郎『妖怪ハンター』『暗黒神話』
- 山咲トオル『戦慄!!タコ少女』
- 山崎峰水『くもはち』『黒鷺死体宅配便』（ともに原作：大塚英志）
- 山本まゆり『魔百合の恐怖報告』
- 渡千枝『鈴蘭〜忌まわしき侵入者〜』『わたしが消えた!』

### アメリカ
- ジョス・ウィードン『The Long Way Home』他バフィーシリーズの企画を行っている。

### 近接ジャンル
- サイエンス・フィクション
- ファンタジー
- ダーク・ファンタジー
- ミステリ
- 推理漫画
- スリラー
- サイコスリラー（英語版）
- ホラーコメディ